# Altec Lansing
Altec Lansing Technologies, Inc.是一家電腦與家居音頻裝置裝造商。其中有名的產品線"Voice of the Theatre"於1947年製作，以及"in Motion"，一條為蘋果電腦iPod而設計的便攜揚聲器產品線。
它為很多電腦製造廠商如Dell、Compaq、Hewlett-Packard和Gateway提供產品，在最近逾十年來一直保持個人電腦專用揚聲器市場的最高佔有率。主要競爭對手包括Harman Kardon與Bose。

## 歷史
- 1928年，AT&T所屬的Western Electric成立了一個電子產品部門稱作"ERPI" (Electric Research Products, Inc.)，專門替工作室、戲院與電影放映上的目的而製造、服務和安裝揚聲器及相關電子產品，為當時興起（那時是The Jazz Singer興起的年份）的電影工業提供音頻設備的領導者。

- 1936年，ERPI從Western Electric的電子產品部門中獨立出來成為一家公司，並更名為"All Technical Services Company"。

- 1941年5月1日，All Technical Services Company收購了Lansing工業公司（以主要人物James B. Lansing的名字來命名），並合併更名為"Altec Lansing Corporation"（即將兩字"All Tech"和 "Lansing"混合成"Altec Lansing Corporation"）。第一個Altec Lansing製造的揚聲器，Model 142B於同一年面世。

- 1986年，開始生產在汽車和家庭用途方面的揚聲器。

- 1990年，導入個人電腦專用揚聲器系統的製造。

- 1995年，其所製造的個人電腦專用揚聲器系統被戴爾電腦的多媒體電腦指定採用，及替惠普生產其電腦專用的揚聲器系統，並推出世界第一個有內建杜比電路的電腦揚聲器環繞音響系統。自1986年起總共獲得41項獎項，公司更名為"Altec Lansing Technologies, Inc"。

- 1996年，在中國廣東省東莞市設廠。(喇叭單元由台資企業“東莞嘉茂電子科技有限公司”代工生產)

- 2003年，為蘋果電腦iPod推出第一款可攜式的揚聲器系統。

- 2005年，替Palm PDA和智慧型手機推出市場上第一個揚聲器系統。同年7月11日Altec Lansing宣佈被Plantronics以將近1億6,600萬美金所收購。[1]

- 2008年，設計出適用於蘋果電腦iPhone的揚聲器，及全球第一款內建兩個下射式重低音喇叭單體的2.2個人電腦揚聲器系統。

- 2009年，公司被私募基金以2500万美金从Plantranics买走，公司资产大幅缩水。

- 2011年，公司业务团队出走，开始大规模裁员。因为业绩不佳，2011年3月公司总裁Vicki Marion黯然去职。

- 2017年，公司在台灣已結束代理，倒閉

## 外部連結
- 官方網站（页面存档备份，存于）
- Altec Lansing's (unofficial) Homepage!（页面存档备份，存于）
- Altec Lansing - 台灣代理商 力孚國際 官方網站
- Altec Lansing - 香港地區總代理 Action Group Limited 網站